# Delenda est Carthago
Delenda est Carthago, que vol dir «Cartago ha de ser destruïda», és una locució llatina d'autenticitat i sintaxi incerta, que també pot trobar-se escrita en la forma de Carthago delenda est o, en la més llarga, Ceterum censeo Carthaginem esse delendam («A més, opino que cal destruir Cartago»).
S'atribueix la frase a Cató el Vell que, segons antigues fonts, la pronunciava sempre que acabava tots els seus discursos al Senat romà durant els darrers anys de la Tercera Guerra Púnica. Segons Luci Anneu Flor «Cató, cada vegada que se'l consultava sobre algun altre assumpte, repetia, amb un odi implacable, que Cartago havia d'ésser destruïda».
És tradició recollida per Plini i Plutarc que el moment en què Cató va dir aquesta frase per primer cop, va treure unes figues fresques de Cartago de sota de la seva túnica, volent demostrar que si les figues -una fruita molt delicada- havien pogut suportar el viatge des de Cartago, això volia dir que aquesta ciutat estava massa a prop de Roma i que, per tant, havia de ser destruïda.
En l'actualitat aquesta frase s'utilitza per descriure una tècnica retòrica al discurs polític consistent en repetir sempiternament una idea fixa negativa.

## Variants
- Delenda est Monarchia, article de José Ortega y Gasset, 1931.[7]
- Delenda est Catalonia, llibre d'Enric Vila i Casas, 2008.[8]
- Delenda est Hispania: tot allò que Espanya ens amaga sobre la independència de Catalunya, llibre d'Albert Pont, 2012.[9]
- «Delenda est Catalonia?», article de Marc Gafarot, 2017[10]
- «Delenda est Catalonia», article de Josep Baella Isanta, 2017[11]